# Arthur Drewry
Arthur Drewry (3. ožujka 1891. – 25. ožujka 1961.) je bio engleski predsjednik FIFA-e od 1955. do 1961. godine. Kao predsjednik je izabran 7. lipnja, 1955. na FIFA-inoj konferenciji u Lisabonu, gdje je nasljedio Rodolphe William Seeldrayersa iz Belgije koji je bio predsjednik sam 15 mjeseci zbog smrti Julesa Rimeta. Drewry je bio i predsjedatelj Engleskog nogometnog saveza od 1955. do 1961., te predsjednik lige The Football League i direktor nogometnog kluba Grimsby Town.
Drewry je poznat po svojoj ulozi u utakmici Engleska - SAD iz 1950., gdje je Engleska izgubila od autsajdera na Svjetskom nogometnom prvenstvu u Brazilu, u in Belo Horizonteu. Iako je Walter Winterbottom bio izbornik Engleske, Drewry je izabrao momčad koja je izgubila.